# GeForce 3

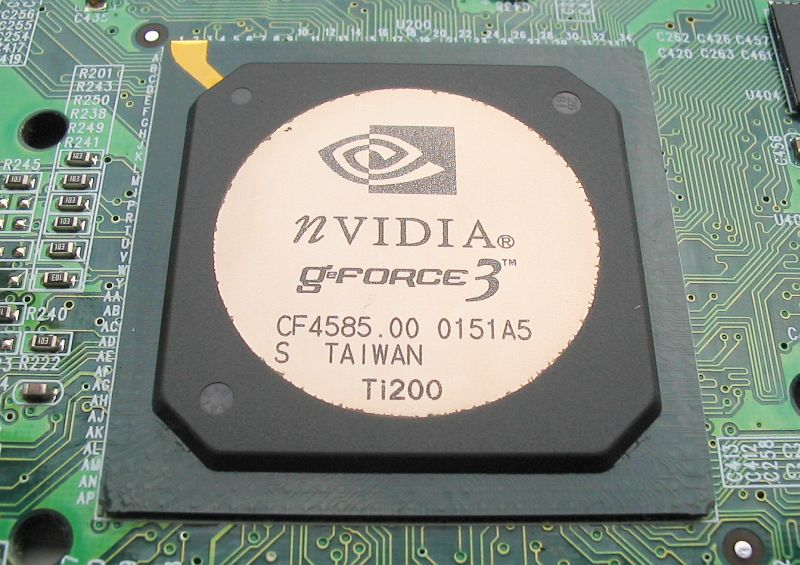
Procesor graficzny GeForce3

GeForce3 (kodowe oznaczenie NV20) – procesor karty graficznej trzeciej generacji serii GeForce firmy nVidia. Kompatybilny z DirectX 8.0. Jest to jedna z pierwszych kart posiadających układy Pixel Shader 1.1. Karta była dostępna w wersjach GeForce 3 Ti 200 oraz GeForce 3 Ti 500. Zmodyfikowany układ (o oznaczeniu NV2A) został wykorzystany w konsoli Xbox.